# بهمن زرین‌پور
بهمن زرین‌پور (زادهٔ ۱ فروردین ۱۳۲۰ در کرمانشاه – درگذشته ۱۷ تیر ۱۳۹۵ تهران) هنرپیشه تئاتر، تلویزیون و سینما بود.

## زندگی‌نامه

### تولد
بهمن زرین‌پور در ۱ فروردین ماه سال ۱۳۲۰ در کرمانشاه به دنیا آمد.

### فعالیت سینمایی
زرین‌پور فعالیت سینمایی خود را با بازی در فیلم فدایی اثر رضا علامه‌زاده در سال ۱۳۵۱ آغاز کرد و در همان سال در فیلم ستارخان به کارگردانی علی حاتمی به عنوان بازیگر و دستیار کارگردان ایفای نقش نمود. وی نقش پوری  (شاپور ، پسر محمد علی کشاورز ) را در سریال محبوب " دایی جان ناپلئون"بازی کرد .
وی همسر مینا جعفرزاده، بازیگر، بود.

## درگذشت
در روز پنجشنبه ۱۷ تیر ۱۳۹۵ بر اثر بیماری ریوی در تهران درگذشت.

## فیلم‌شناسی

### سینما
1. هفت ترانه (کارگردان)

۲. ترانه پائیزی

### بازیگر
1. ۲۴ سپتامبر (۱۳۹۴)
2. حکایت عاشقی (۱۳۹۳)
3. پاداش (۱۳۸۷)
4. دختری با کفشهای کتانی (۱۳۷۷)
5. زشت و زیبا (۱۳۷۷)
6. زرد قناری (۱۳۶۷)
7. تحفه‌ها (۱۳۶۶)
8. سردار جنگل (۱۳۶۲)
9. صمد به شهر می‌رود (۱۳۵۸)
10. بن‌بست (۱۳۵۷)
11. صمد در به در می‌شود (۱۳۵۷)
12. صمد در راه اژدها (۱۳۵۶)
13. فریاد زیر آب (۱۳۵۶)
14. زنبورک (۱۳۵۴)
15. صمد خوشبخت می‌شود (۱۳۵۴)
16. اسرار گنج درهٔ جنی (۱۳۵۳)
17. صمد آرتیست می‌شود (۱۳۵۳)
18. جعفر جنی و محبوبه اش (۱۳۵۲)
19. ستارخان (۱۳۵۱)
20. صمد و سامی، لیلا و لی لی (۱۳۵۱)
21. فدایی (۱۳۵۱)

### نویسنده
1. ازدواج در وقت اضافه (۱۳۸۸)
2. هفت ترانه (۱۳۸۰)
3. زرد قناری (۱۳۶۷)
4. مدرک جرم (۱۳۶۴)
5. حادثه (۱۳۶۳)
6. پرواز در قفس (۱۳۵۷)
7. تا آخرین نفس (۱۳۵۷)
8. اشک رقاصه (۱۳۵۶)
9. پرستوهای عاشق (۱۳۵۶)
10. کوسه جنوب (۱۳۵۶)
11. جدال (۱۳۵۵)
12. برهنه تا ظهر با سرعت (۱۳۵۱)

### تلویزیون
| نام مجموعه                    | سال       | سمت                | شبکه |
| ----------------------------- | --------- | ------------------ | ---- |
| هفت‌سنگ                        | ۱۳۹۳      | بازیگر میهمان      | ۳    |
| پایان نمایش                   | ۱۳۸۴      | کارگردان           | ۱    |
| حامی                          | ۱۳۸۱      | کارگردان           | ۵    |
| هتل پیاده‌رو                   | ۱۳۷۸      | کارگردان           | ۲    |
| زیر چتر خورشید                | ۱۳۷۵      | کارگردان           | ۲    |
| جهان وارونه                   | ۱۳۷۴      | کارگردان           | ۱    |
| تله‌فیلم کوتاه «دیتا»          | ۱۳۷۴      | نویسنده            |      |
| زیر گنبد کبود                 | ۱۳۷۴      | بازیگر و کارگردان  | ۵    |
| آوای فاخته                    | ۱۳۷۲      | بازیگر و کارگردان  | ۱    |
| امام علی                      | ۱۳۷۰      | بازیگر             | ۱    |
| عطر گل یاس                    | ۱۳۶۹      | کارگردان           | ۱    |
| رعنا                          | ۱۳۶۹–۱۳۶۷ | بازیگر             | ۱    |
| زائر غریب                     | ۱۳۶۸      | نویسنده            |      |
| مجموعه نمایش طنز «بهارانه»    | ۱۳۶۸      | کارگردان           |      |
| گالش‌های مادربزرگ              | ۱۳۶۸–۱۳۶۷ | نویسنده و کارگردان |      |
| سایهٔ همسایه                   | ۱۳۶۵–۱۳۶۴ | بازیگر             | ۱    |
| دایی جان ناپلئون              | ۱۳۵۵–۱۳۵۴ | بازیگر             | ۱    |
| مأمور ما صمد در بالاتر از خطر | ۱۳۵۴      | بازیگر             | ۱    |
| کاف شو                        | ۱۳۵۴      | بازیگر             |      |
| ماجراهای صمد                  | ۱۳۵۳      | بازیگر             | ۱    |
| سرکار استوار                  | ۱۳۴۹–۱۳۴۶ | بازیگر             | ۱    |